# Just Suppose

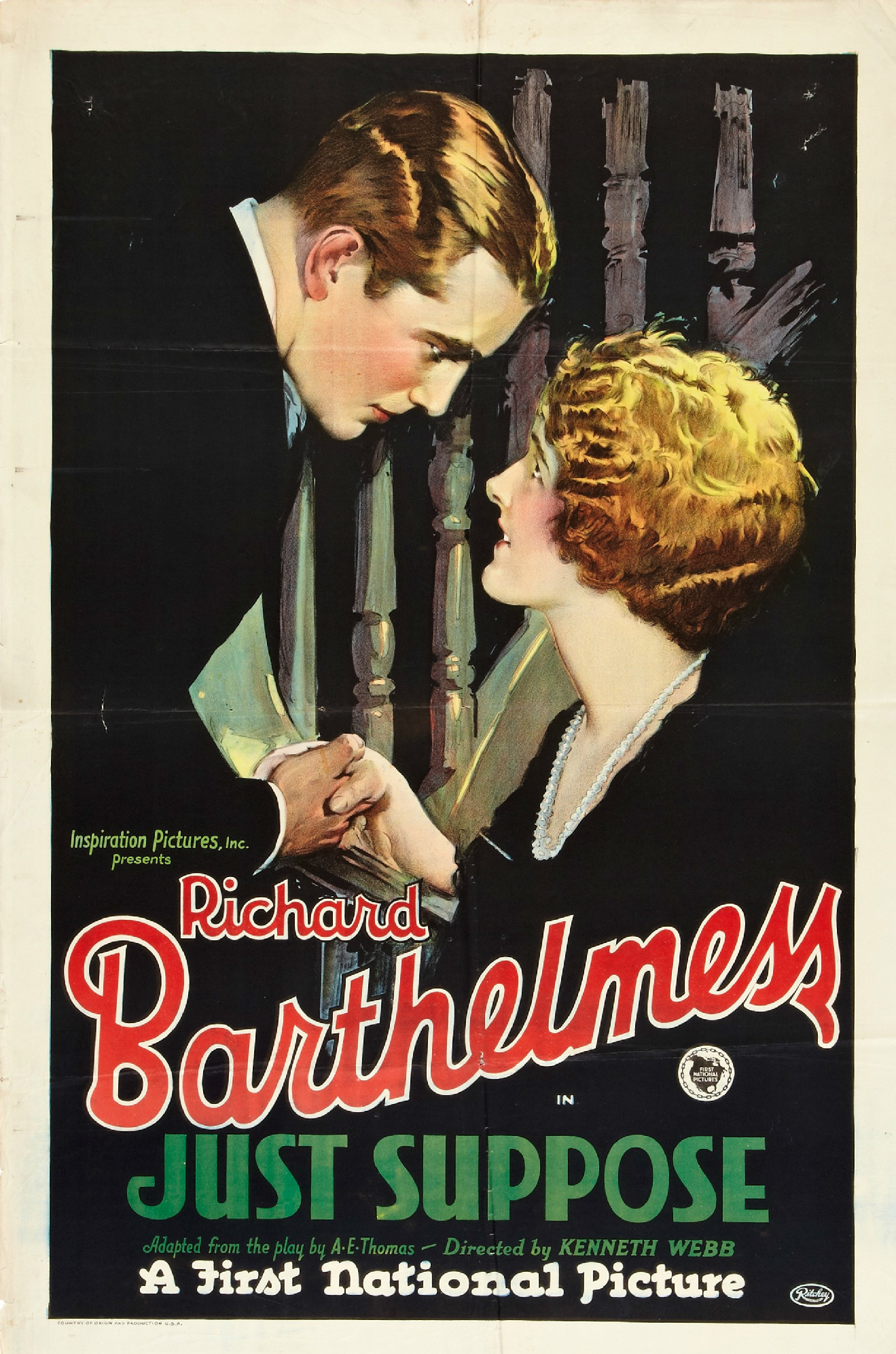
Affiche du film.

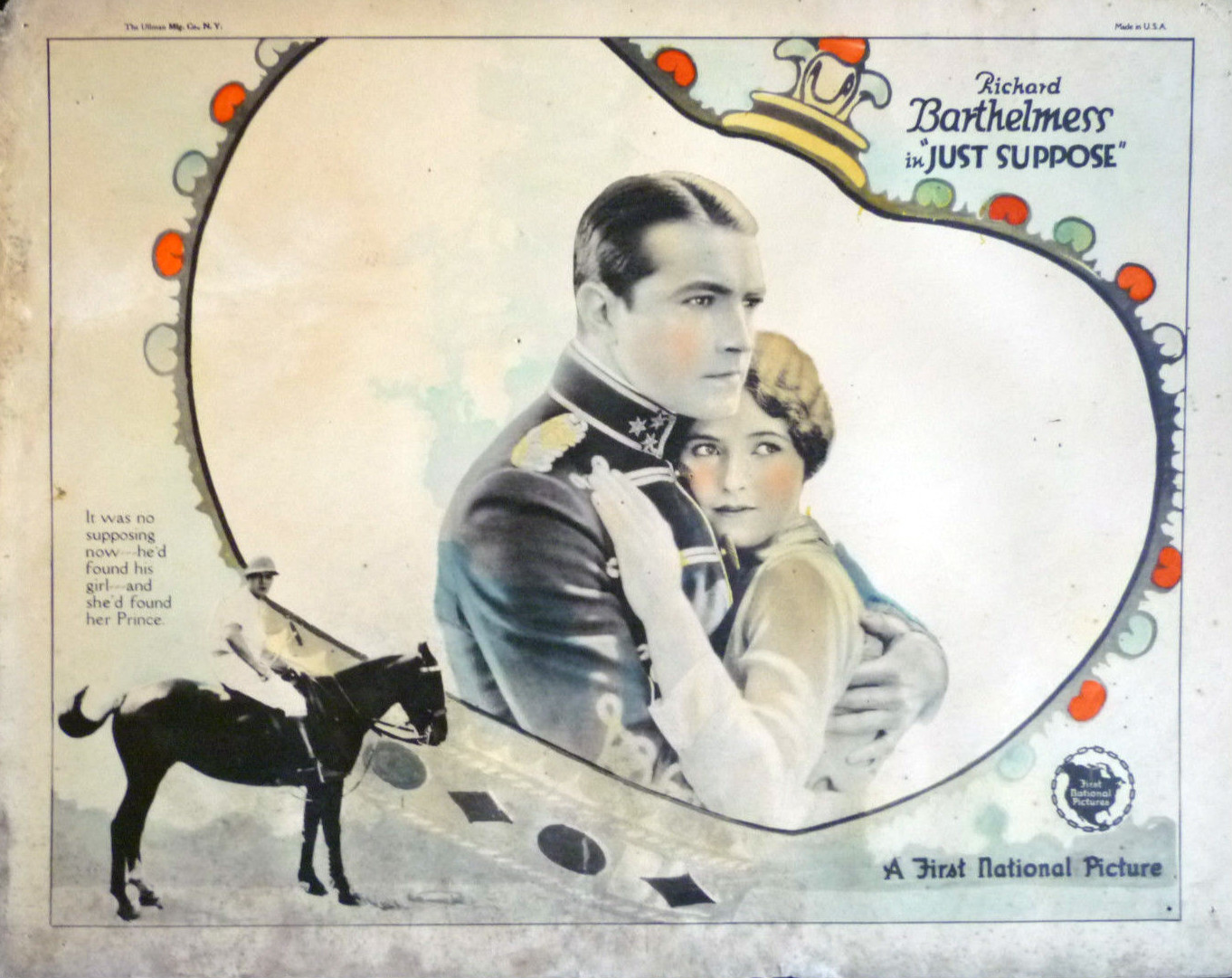
Carte promotionnelle du film.

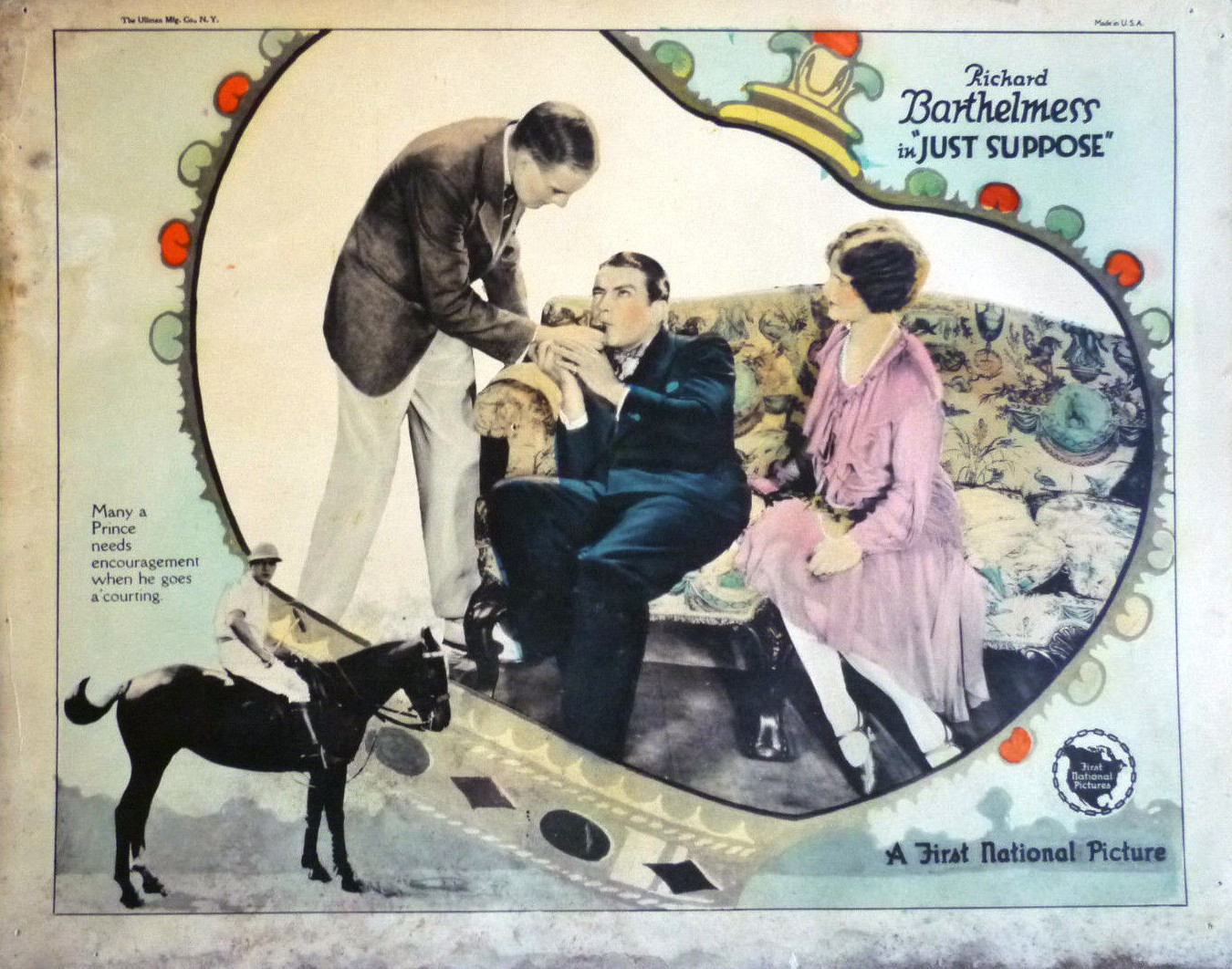
Autre carte promotionnelle du film.

Just Suppose est un film américain réalisé par Kenneth Webb, sorti en 1926. Il est produit par Richard Barthelmess, qui y tient également le rôle principal masculin.

## Fiche technique
- Réalisation : Kenneth S. Webb
- Scénario : Violet E. Powell (adaptation), C. Graham Baker (scenario) d'après la pièce Just Suppose d'Albert Ellsworth Thomas[1]
- Production : Richard Barthelmess
- Photographie : Stuart Kelson
- Distributeur : First National Pictures
- Durée : 70 minutes (7 bobines)
- Date de sortie : 10 janvier 1926

## Distribution
- Richard Barthelmess : Prince Rupert de Koronia
- Lois Moran : Linda Lee Stafford
- Geoffrey Kerr : Conte Anton Teschy
- Henry Vibart : Baron Karnaby
- George Spelvin : King
- Harry Short : Crown Prince
- Bijou Fernandez : Mrs. Stafford
- Prince Rokneddin : secrétaire privé